# Yali Çapkini
Yalı Çapkını è un serial televisivo drammatico turco, trasmesso su Star TV dal 23 settembre 2022 al 4 aprile 2025. È diretto da Burcu Alptekin e Alptekin Bozkurt, scritto da Mehmet Barış Günger, prodotto da OGM Pictures ed ha come protagonisti Afra Saraçoğlu e Mert Ramazan Demir, ispirato a una storia vera, dagli appunti della terapista psichiatrica Gülseren.

## Trama
Seyran è una ragazza che vive ad Antep insieme alla sua famiglia. Il suo sogno è quello di studiare e realizzarsi professionalmente, rifiutando l’idea del matrimonio. Parallelamente a Istanbul Ferit Korhan è un ragazzo abituato a non negarsi nulla. Suo nonno è Halis "Ağa", un uomo che ha costruito un impero. Stanco del comportamento frivolo del nipote, Halis decide di farlo sposare con una ragazza di Antep, avviando una ricerca sulla moglie ideale per la famiglia Korhan.
Le vite di Ferit e Seyran si incroceranno ma i caratteri contrastanti dei due e i segreti familiari renderanno tutto più difficile.

## Episodi
| Stagione         | Episodi | Prima TV Turchia | Prima TV Italia |
| ---------------- | ------- | ---------------- | --------------- |
| Prima stagione   | 36      | 2022-2023        | inedita         |
| Seconda stagione | 36      | 2023-2024        | inedita         |
| Terza stagione   | 28      | 2024-2025        | inedita         |

## Personaggi e interpreti

### Personaggi principali
- Seyran Şanlı (episodi 1-in corso), interpretata da Afra Saraçoğlu.
- Ferit Korhan (episodi 1-in corso), interpretato da Mert Ramazan Demir.
- Halis "Ağa" Korhan (episodi 1-in corso), interpretato da Çetin Tekindor.
- Hattuç Şanlı (episodi 1-in corso), interpretata da Şerif Sezer.
- İfakat Korhan (episodi 1-in corso), interpretata da Gülçin Santırcıoğlu.
- Orhan Korhan (episodi 1-in corso), interpretato da Emre Altuğ.
- Gülgün Korhan (episodi 1-in corso), interpretata da Gözde Kansu.
- Abidin (episodi 1-in corso), interpretato da Ersin Arıcı.
- Suna Şanlı (episodi 1-in corso), interpretata da Beril Pozam.
- Fuat Korhan (stagione 1), interpretato da Doğukan Polat.
- Sultan (episodi 1-in corso), interpretata da İrem Altuğ.
- Asuman Korhan (episodi 1-in corso), interpretata da Öznur Serçeler.
- Şefika (episodi 1-in corso), interpretata da Hülya Duyar.
- Kazım Şanlı (episodi 1-in corso), interpretato da Diren Polatoğulları.
- Esme Şanlı (episodi 1-in corso), interpretata da Sezin Bozacı.
- Latif (episodi 1-in corso), interpretato da Yiğit Tuncay.
- Pelin "Pelo" Yılmaz (episodi 1-in corso), interpretata da Buçe Buse Kahraman.
- Dicle (episodi 1-in corso), interpretata da Selen Özbayrak.
- Yusuf (episodi 1-in corso), interpretato da Umut Gezer.

## Produzione
La serie è diretta da Burcu Alptekin e Alptekin Bozkurt, scritta da Mehmet Barış Günger, prodotta da Onur Guvenatam, in collaborazione con la casa di produzione OGM Pictures. È stata adattata dall'omonimo libro della scrittrice Gülseren Budaıcıoğlu. Il 10 e il 17 febbraio 2023 a causa del Terremoto in Turchia e Siria, la serie non è andata in onda.

### Riprese

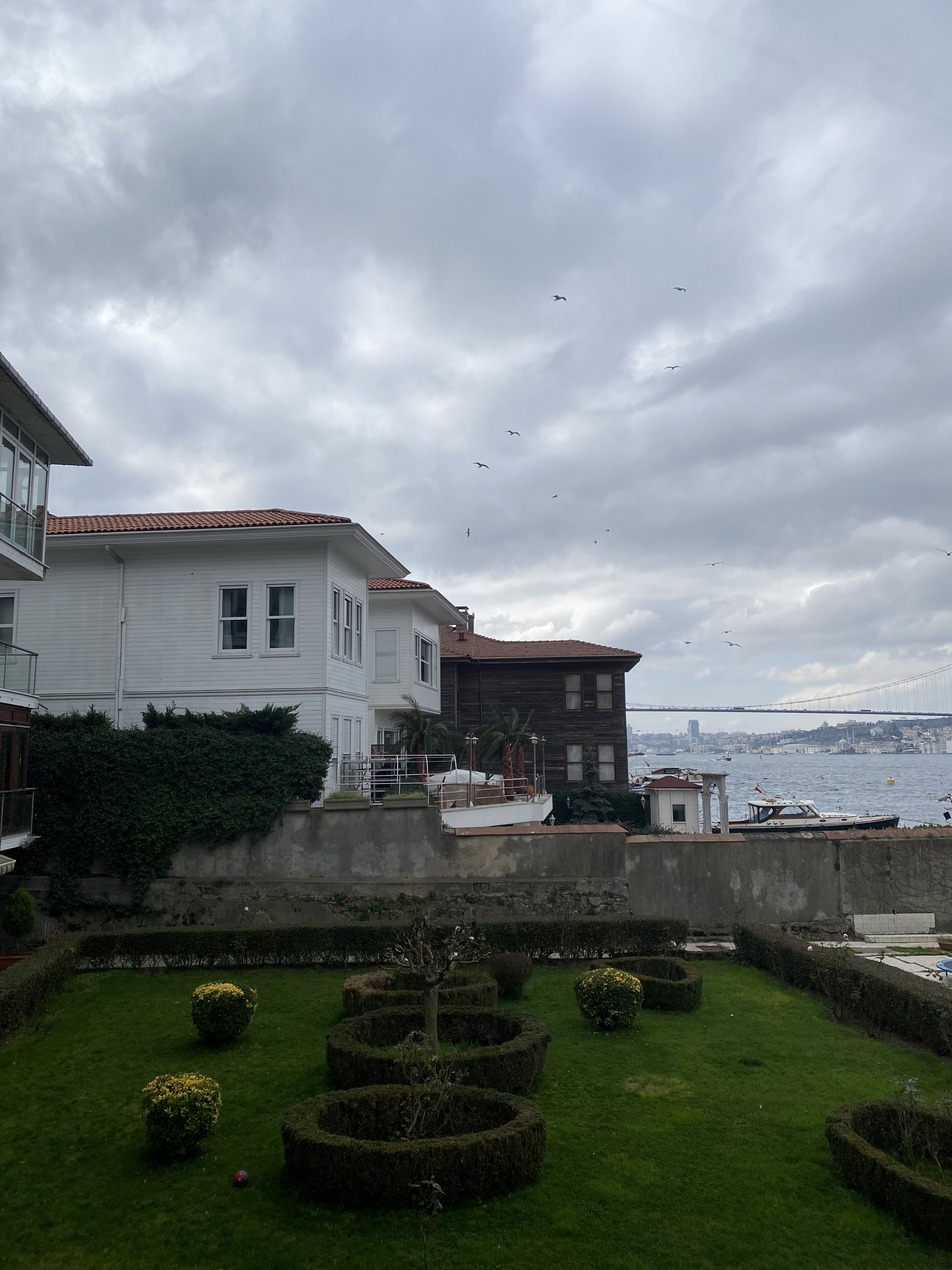
La villa in cui è stata girata la serie.

La serie è girata al Millet Inn di Gaziantep, nel campus Mahmutbey di un'università privata e a Istanbul: in particolare in diversi quartieri come Beşiktaş e Galata, e alla Beylerbeyi Hasip Paşa Mansion.

## Promozione
L'esordio della serie, previsto per il 23 settembre 2022, è stato annunciato il 16 settembre tramite il profilo Twitter della serie. I primi promo della serie sono stati rilasciati ad inizio settembre 2022.